# Ommatius ramakrishnai
Ommatius ramakrishnai là một loài ruồi trong họ Asilidae. Ommatius ramakrishnai được Joseph & Parui miêu tả năm 1999.